# كارين روبنسون
كارين روبنسون هي ممثلة كندية، ولدت في 1968 في لندن في المملكة المتحدة.

## وصلات خارجية
- كارين روبنسون على موقع IMDb (الإنجليزية)
- كارين روبنسون على موقع روتن توميتوز (الإنجليزية)
- كارين روبنسون على موقع ألو سيني (الفرنسية)
- كارين روبنسون على موقع قاعدة بيانات الفيلم (الإنجليزية)